# 短體副鰻口魚
短體副鰻口魚為輻鰭魚綱鯨頭魚目奇鰭魚科的其中一種，分布於太平洋及西印度洋海域，屬深海魚類，棲息深度可達1400公尺，體長可達4.6公分。